# Huissier de justice
Pour les articles homonymes, voir Huissier.
L'huissier de justice est un officier public exécutant des missions d'ordre légal. 

## Missions
En France, Belgique, Luxembourg , Pays-Bas et au Québec, un huissier de justice est un officier ministériel. L'huissier de justice est donc officier ministériel et public.
Il est également chargé de l'exécution forcée des décisions de justice. Il peut aussi agir dans le cas d'un recouvrement amiable (avant jugement) de toute créances, civiles ou commerciales (loyers impayés, factures impayées, etc.).
L'huissier est un auxiliaire de justice.

## Par pays
La profession d'huissier de justice est présente dans la majorité des pays européens.
L’Union internationale des huissiers de justice et officiers judiciaires veille au développement de la profession dans le monde, en tant qu'ONG membre du Conseil économique et social des Nations unies.

### France
L'huissier est le successeur des lointains executores de l'Antiquité, qui étaient chargés d'appliquer les décisions des juges.
En 1705, un édit réunit en un seul corps la communauté des sergents à verge et à cheval du Châtelet en leur donnant le titre commun d'« huissier ». Jusqu'alors le titre d'huissier avait été réservé aux sergents à verge qui devinrent la même année « huissiers sergents à verge ». Ceci leur permit « d'exploiter en toute matière dans toute l'étendue du royaume et de résider où bon leur semblerait ».
Jusqu'à un arrêt du 22 thermidor an VIII (10 août 1800), chaque tribunal devait indiquer par un avis le nombre d'huissiers qui lui était nécessaire permettant ainsi au pouvoir central de reprendre en main cette catégorie professionnelle. Ainsi apparut une ébauche du statut de l'huissier, renforcée par un décret impérial, datant du 14 juin 1813. Celui-ci reprenait d'ailleurs certains textes anciens pour déterminer par exemple le mode de nomination des huissiers et pour fixer les connaissances requises ainsi que les attributions exactes de ces officiers.
Le statut actuel des huissiers de justice résulte d'une ordonnance du 2 novembre 1945 et d'un décret d'application du 29 février 1956, plusieurs fois modifiés : ces textes fixent les limites de leur monopole, les conditions de leur responsabilité professionnelle, précisent leur statut et autorisent leur groupement ou leur association.
Les actes d'huissier de justice sont classés en plusieurs catégories dont il est bon de donner ici un premier aperçu :
- La sommation de payer est un acte amiable délivré avant toute procédure valant mise en demeure.
- Les procès-verbaux de saisie conservatoire de créances, de meubles corporels sont des exemples de mesures conservatoires qui peuvent être diligentés avec ou sans autorisation judiciaire selon les cas. Ces mesures conservatoires permettent de prendre une garantie à l'encontre de son débiteur avant qu'une décision de justice soit rendue.
- L'assignation, la citation sont des actes qui informent le justiciable qu'un procès lui est intenté. Les assignations comportent des mentions obligatoires telles que les modalités de représentation, les prétentions de son adversaire...

L'huissier de justice fait partie des professions réglementées. À ce titre, chaque huissier est tenu à une déontologie stricte, sous le contrôle de la Chambre départementale des huissiers de justice. De même, il est soumis à un contrôle de ministère de tutelle représenté par le procureur de la République (en France).
Un rapport d'information parlementaire souligne des difficultés rencontrées par les huissiers.
En France, depuis le 1er juillet 2022, la nouvelle profession de commissaire de justice remplace progressivement jusqu'en 2026 celles d'huissier de justice et de commissaire-priseur judiciaire.
Les professionnels en exercice ont jusqu'au mois de juillet 2026 pour suivre la formation spécifique au nouveau métier,,.

### Québec
Dans la province de Québec (Canada), l'huissier de justice est un officier ministériel chargé d'exécuter les jugements émis par tout tribunal. Il signifie également les différentes procédures civiles.
L'huissier est un professionnel régi par un code de déontologie et plusieurs lois et règlements. Il dispose de nombreux pouvoirs et possède le statut d'agent de la paix en vertu de l'article 2 du Code criminel. Les huissiers de justice sont régis par le Code des professions du Québec depuis le 1er avril 1995. Cette reconnaissance professionnelle autorisée par le Procureur-général du Québec Paul Bégin en 1994, faisait suite à une demande formulée en 1990 mais accélérée par les révélations d'Eric Barbeau, alors journaliste de l'émission Tout compte fait à la radio de Radio-Canada en 1994.
Pour devenir huissier de justice, le candidat doit avoir complété avec succès une formation collégiale (dans un collège d’enseignement général et professionnel, ou cégep) en vue de l'obtention d'un diplôme d'étude collégiale en Techniques juridiques ou un baccalauréat universitaire de trois ans en droit. Il doit par la suite suivre une formation d'un mois à la Chambre des huissiers de justice du Québec suivie d'un stage d'une durée de six mois. Il sera par la suite convoqué à un examen professionnel d'une durée d'une journée.

### Droit belge
- Victor Petitjean, Le Statut de l'huissier de justice, Bruxelles, Bruylant, 1973, 216 p.

## Archives concernant les huissiers
- Voir la fiche sur le site du ministère de la Justice.

### Note
1. ↑  Le « h » est muet. On doit donc écrire « l'huissier » et faire la liaison dans « des huissiers ».